# Dana (Jordania)
Dana – wioska w Jordanii, w muhafazie At-Tafila. W 2015 roku liczyła 31 mieszkańców.
Dana jest główną bazą turystyczną dla obszaru rezerwatu biosfery Dana.